# Avenue de Rosny
L'avenue de Rosny est un des axes principaux de Villemomble. Elle suit le tracé de la route nationale 302.

## Situation et accès

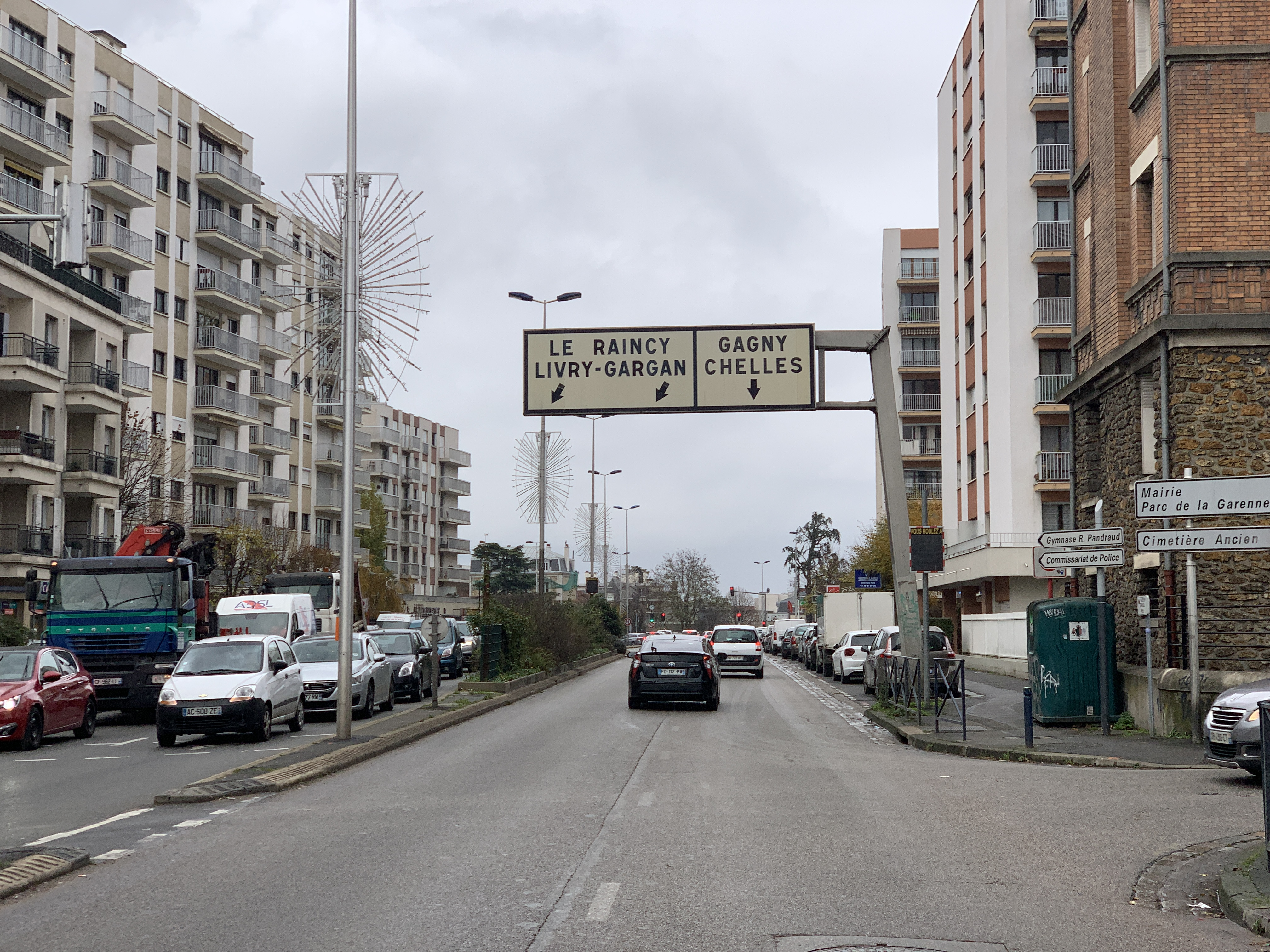
L'avenue en décembre 2020.

Cette voie de communication commence à l'avenue du Président-John-Kennedy (anciennement avenue de Villemomble), au carrefour de la rue Laënnec.
Elle franchit la ligne de Bobigny à Sucy - Bonneuil au croisement avec la route de Noisy (Route départementale 116).

## Origine du nom

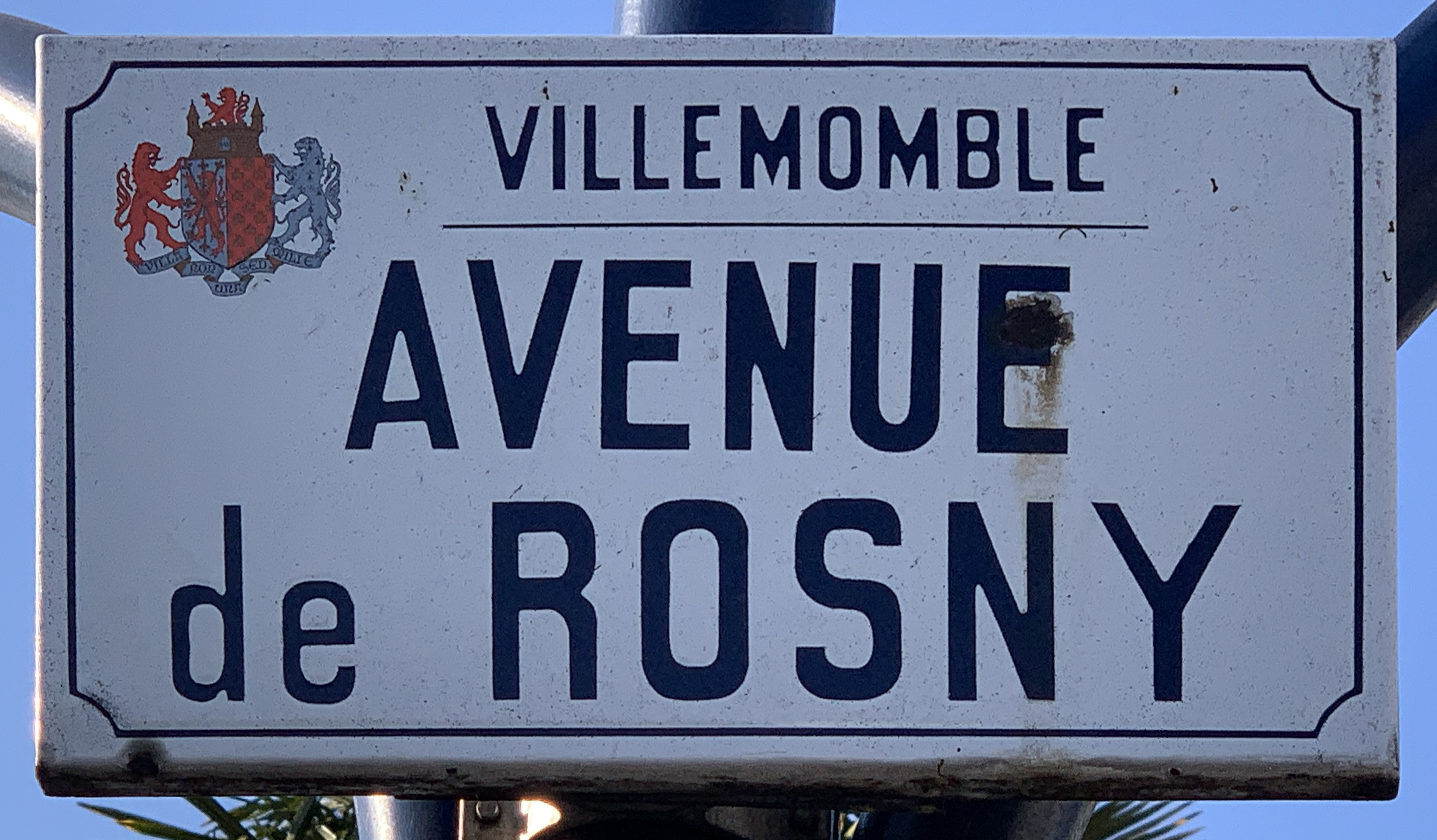
Plaque de l`avenue de Rosny, 2021.

Le nom de cette avenue provient naturellement de sa direction vers la ville de Rosny-sous-Bois, à l'ouest.

## Historique
Son ancien nom était route de Rosny.

## Bâtiments remarquables et lieux de mémoire
- Nouveau cimetière de Villemomble.
- Salle polyvalente Paul-Delouvrier.
- Cette avenue est parcourue en souterrain par l'aqueduc de la Dhuis, construit entre 1863 et 1865. Il suit le tracé de l'avenue depuis l'avenue du Président-John-Kennedy à l'ouest, jusqu'au croisement de l'avenue du Raincy où il continue vers le nord[3]. On y trouve le point hectométrique no 1234, sorte de borne en pierre posée au sol, indiquant la distance à partir de la source de l'aqueduc, exprimée en hectomètres.
- Ancien château de la Garenne[4], appartenant et construit  par Robert-Jean-Baptiste Taillepied de Bondy, fermier général des domaines du roi, sur un domaine acquis en 1732[5].